# Scholtzia parviflora
Scholtzia parviflora är en myrtenväxtart som beskrevs av Ferdinand von Mueller. Scholtzia parviflora ingår i släktet Scholtzia och familjen myrtenväxter. Inga underarter finns listade i Catalogue of Life.